# جون ويلكس
جون ويلكس (بالإنجليزية: John J. Wilkes)‏ هو عالم آثار ومحاضر بريطاني، ولد في 12 يوليو 1936 في Reigate ‏ في المملكة المتحدة.